# Vivendi
Vivendi SA (precedentemente conosciuta con il nome di Vivendi Universal) è una società francese attiva nel campo dei media e delle comunicazioni, con il gruppo di pay TV Canal+ e Havas, e il gruppo Prisma Media.

## Storia

### I precursori
Il 14 dicembre 1853 una società idrica chiamata Compagnie Générale des Eaux (CGE) fu creata da un decreto imperiale di Napoleone III. Nel 1854 la CGE ottenne una concessione per fornire acqua al pubblico a Lione, un servizio offerto per oltre cento anni. Nel 1861 ottenne una concessione di 50 anni con la città di Parigi. Quindi fornì acqua anche a Nantes, Venezia (dal 1880), Costantinopoli (dal 1882) e Porto (dal 1883). Per oltre un secolo l'attività della società rimase principalmente concentrata sul settore idrico.
Dopo la nomina ad amministratore delegato di Guy Dejouany nel 1976, CGE ampliò le sue attività in altri settori. Dal 1980 ha cominciato a diversificare entrando nella gestione dei rifiuti, dell'energia, dei servizi di trasporto, dell'edilizia. Acquisì la Compagnie Générale d'Entreprises Automobiles (CGEA), specializzata in veicoli industriali, che in seguito fu divisa in due rami: Connex (più tardi Veolia Transport) nel 1999 e Onyx Environnement (poi Veolia Environmental Services) nel 1989. In seguito CGE rilevò la Compagnie Générale de Chauffe e successivamente il gruppo Montenay. Queste società diventarono poi la divisione Servizi energetici della CGE e successivamente, nel 1988, vennero ribattezzate Dalkia.
Nel 1983 CGE contribuì a fondare Canal+, il primo canale televisivo a pagamento in Francia, e negli anni novanta incominciò a espandersi nelle telecomunicazioni e nei mass media, soprattutto dopo il cambio al vertice della società, il 27 giugno 1996, con Jean-Marie Messier (giovane partner di Lazard) che subentra a Guy Dejouany. Nel 1996 CGE creò Neuf Cegetel per approfittare della liberalizzazione del mercato francese delle telecomunicazioni del 1998, accelerando il passaggio nel settore dei media che culminò poi con la scissione del 2001 in Vivendi Universal e Vivendi Environnement (Veolia).

### La nascita di Vivendi
Nel 1997 Compagnie Générale des Eaux cambiò il nome in Vivendi. Il gruppo conta due poli di attività, la comunicazione e l'ambiente: 
- nella divisione comunicazioni le attività sono raggruppate in "Vivendi Communication", che comprende Cegetel, il principale operatore privato di telecomunicazioni, Havas (agenzia di marketing, media e comunicazione), Gameloft con i suoi videogiochi, le divisioni editoriali e di stampa e il gruppo Canal+;
- nella divisione ambiente le attività sono raggruppate in "Vivendi Environnement", tra cui Générale des Eaux, leader mondiale nel suo settore, Dalkia (energia) CGIS e SGE con CBC (industria delle costruzioni).

La strategia di Vivendi fu quella di cedere le attività tradizionali del gruppo (nel maggio 1998 vendette la sua partecipazione del 25% in JCDecaux, l'anno seguente vendette il settore delle costruzioni con SGE e CGIS) e nello stesso tempo di espandersi media: nel 1999 rilevò il controllo di Pathé (mantenne le quote di British Sky Broadcasting e CanalSatellite e rivendette tutto il resto alla Fornier di Jérôme Seydoux). Comprò poi quote di Maroc Telecom, Cendant Software, Anaya e NetHold, attraverso Canal+ lanciò la pay tv in Italia, Spagna, Polonia, Scandinavia, Belgio e Paesi Bassi. Ciò che per lungo tempo è stato il business principale di Vivendi (servizi di pubblica utilità, come la distribuzione dell'acqua e lo smaltimento dei rifiuti) venne separato con la creazione della nuova società Veolia Environnement. Nel dicembre del 2000 è creata Vivendi Universal Entertainment dalla fusione dell'impero mediatico Vivendi con il network televisivo Canal+ e la casa di produzione cinematografica Universal Studios di proprietà della società statunitense Seagram. Nel 2001 Vivendi Universal acquista MP3.com e la Houghton Mifflin, un'importante casa editrice americana.
In questa occasione, Havas viene ribattezzata Vivendi Universal Publishing e diventa editore di letteratura, libri di testo, stampa e videogiochi. La divisione videogiochi, che include Blizzard Entertainment e Sierra Entertainment, ereditata da Havas, così come Universal Interactive, portata da Seagram, è conosciuta come Universal Interactive fino al 2002 e diventa Vivendi Universal Games. Le attività cinematografiche e televisive di Canal+ e Universal Studios sono raggruppate in Vivendi Universal Entertainment (media e parchi di divertimento). La divisione ambientale "Vivendi environnement" è quotata in Borsa nel luglio 2000, con Vivendi che detiene oltre il 70% del capitale. Vivendi poi si ritira gradualmente da "Vivendi environnement" (ribattezzato "Veolia Environnement" nel 2003 e "Veolia" nel 2005). Il completo disimpegno è completato nel luglio 2006.

### La crisi
Nel luglio 2002 Jean-Marie Messier è costretto a dimettersi da presidente. Vivendi Universal ha grosse difficoltà finanziarie, perde un miliardo di dollari al mese e non riesce a far fronte ai pagamenti dovendo fare ricorso al sostegno delle principali banche. Il più grande singolo azionista è la famiglia di Edgar Bronfman, Jr., a capo della Seagram prima della fusione. Nel marzo 2003 annuncia una perdita contabile di 23 miliardi di euro e un indebitamento netto di 12,3 miliardi di euro. Nell'estate 2002 è nominato presidente Jean-René Fourtou, e incomincia per la società una riflessione sulla strategia del gruppo per evitare la bancarotta. Alla fine del 2003 Vivendi Universal vende la società editoriale Vivendi Universal Publishing (esclusi i Vivendi Universal Games) a Lagardère SCA. La sua vendita consente l'acquisizione delle quote del Gruppo BT in Cegetel per diventare azionista di maggioranza dell'operatore mobile SFR.
Nel 2003 viene anche smantellata Vivendi Universal Net, che raggruppa le attività internet del gruppo, un'eredità dell'era di Messier. Cede la sua quota di Vizzavi a Vodafone, con l'eccezione di Vizzavi France. Cede a un gruppo di investitori anche il 20,4% del capitale di Vivendi Environnement e la sua quota nell'operatore satellitare nordamericano EchoStar Communications Corporation. Vende la maggior parte delle attività internazionali di Canal+ (Italia, Benelux, Scandinavia...) o le chiude (Marocco). Vende Canal+ Technologies a Thomson (precedentemente chiamata Thomson Multimédia); TELE+ a News Corporation e a Telecom Italia, cede anche il suo 26,3% di Xfera e MP3.com a CNET. Durante tutto il 2003 Vivendi Universal ha venduto proprietà per 7 miliardi di euro per ridurre le perdite.
Nel maggio 2004 viene ceduto l'80% di Vivendi Universal Entertainment a General Electric che lo fonde con il gruppo NBC per formare NBC Universal ottenendo in cambio il 20% del nuovo gruppo NBCUniversal (il limite del controllo da parte di un azionista straniero di una delle maggiori reti televisive negli Stati Uniti, in questo caso NBC) e 14 miliardi di euro. Questa partecipazione residua sarà venduta nel gennaio 2011 quando Comcast acquisirà il 51% della società. Cede inoltre i suoi interessi in Kencell, Monaco Telecom, Sportfive e in particolare quelli relativi a Newsworld International ai partner d'affari Joel Hyatt e Al Gore, ex vice presidente degli Stati Uniti. La società acquista altre azioni di Maroc Telecom arrivando al 51% del capitale.
Nell'aprile 2005 Jean-René Fourtou diventa presidente del consiglio di vigilanza mentre l'incarico di presidente del comitato esecutivo finisce a Jean-Bernard Lévy, già direttore generale del gruppo.

### Il nuovo inizio
Il 20 aprile 2006 Vivendi Universal modifica la propria denominazione in Vivendi SA. E dopo l'ampia serie di cessioni, il gruppo riprende a rafforzarsi nel settore delle telecomunicazioni, della televisione, della musica e dei videogiochi. Annuncia l'acquisizione dell'etichetta discografica BMG dalla Bertelsmann, poi ribattezzata Universal Music Publishing Group.
Nel 2007 rileva le attività su Internet di Tele 2 France. Sempre nello stesso anno entra, con l'apertura di linee di credito dalle banche per 3,5 miliardi di euro, nei videogiochi controllando il 68% della nuova società Activision Blizzard nata dalla fusione tra Blizzard Entertainment e Activision. Activision Blizzard diventerà leader mondiale nei videogiochi con un fatturato nel 2010 di 3 330 milioni di euro grazie al successo di Call of Duty e World of Warcraft.
Il 20 dicembre 2007 Vivendi rileva, tramite la controllata SFR, il 60% dell'operatore mobile Neuf Cegetel con un investimento di quattro miliardi e mezzo di euro al fine di diventare unico proprietario della società. E sempre per avere il controllo completo, nel gennaio 2008 acquisisce il rimanente 44% dell'operatore mobile SFR. Nel 2011 Vodafone, che ha costruito la rete mobile di SFR, venderà la sua quota a Vivendi, che assumerà così il controllo totale della compagnia di telefonia mobile.
Nel novembre 2011 Vivendi acquisisce e amalgama con UMG il suo concorrente britannico EMI Group per 1,2 miliardi di sterline, rafforzando la supremazia nel mondo della musica con il 38,9% della quota di mercato globale. Tuttavia, in seguito alla richiesta di varie autorità garanti della concorrenza, la filiale di EMI denominata Parlophone deve essere venduta per 487 milioni di sterline (570 milioni di euro) al gruppo Warner Music.
Nel giugno 2012 Jean-Bernard Lévy è sostituito da Jean-François Dubos in seguito a divergenze strategiche con Jean-René Fourtou. Nello stesso periodo il gruppo lancia il sito web Cultures With Vivendi con lo slogan "Cultura al centro dello sviluppo sostenibile" e il Consiglio di Sorveglianza di Vivendi decide di concentrare le attività su media e intrattenimento. In quest'ottica Vivendi cede per 4,2 miliardi di euro a Etisalat il 53% di Vivendi in Maroc Telecom (un gruppo operativo anche in Burkina Faso, Gabon, Mali e Mauritania), vendita completata nel maggio 2014. Nel settembre 2012 il gruppo Canal+ prende il controllo dei canali televisivi Direct 8 e Direct Star del gruppo Bolloré che in cambio ottiene una partecipazione del 4,41% in Vivendi. Nel luglio 2013 Vivendi, che possiede il 61% di Activision Blizzard, vende il 49% del capitale agli azionisti di minoranza del gruppo guidati da Bobby Kotick con una transazione totale di 8,2 miliardi di dollari, ovvero circa 6 miliardi di euro. Questa vendita rende Activision Blizzard un'azienda indipendente completamente controllata da Bobby Kotick, nell'ottobre 2013 Vivendi possiederà solo il 12% di Activision Blizzard. In quei mesi l'Autorità garante della concorrenza polacca dà il suo via libera a una partnership strategica tra Canal+, ITI e TVN, in novembre Vivendi acquisisce dal Gruppo Lagardère il 20% del capitale di Canal+ France che non deteneva ancora.
Vivendi persegue la sua strategia di rifocalizzazione sulle attività dei media intorno al gruppo Canal+ e intrattenimento con Universal Music Group. il 5 aprile 2014 l'operatore SFR è venduto a Altice/Numericable per un valore superiore a 17 miliardi di euro; l'operazione è finalizzata il 23 novembre. Il 27 febbraio 2015 il Consiglio di Sorveglianza di Vivendi decide di uscire definitivamente dal capitale di Numericable-SFR.

### L'arrivo di Vincent Bolloré
Nel giugno 2014 l'assemblea generale del gruppo convalida l'arrivo di Vincent Bolloré a capo del consiglio di vigilanza mentre Arnaud de Puyfontaine è nominato CEO del gruppo. Tre mesi più tardi, in settembre, Vivendi annuncia la vendita della partecipazione in GVT all'operatore spagnolo Telefónica per 7,2 miliardi di euro, ovvero 4,66 miliardi in contanti, contro una quota del 7,4% in Telefonica Brasil e il 5,7% in Telecom Italia. L'accordo è finalizzato nel maggio 2015.
Nel marzo 2016 Vivendi entra in Telecom Italia, determinando la seguente composizione azionaria:
Vivendi 23,94%, altri investitori esteri 57,20%, investitori italiani 14,33%, Norges Bank (Norvegia) 3,45%, azioni proprie 1,08%
In data 8 aprile Vivendi firma un contratto per acquisire il 100% di Mediaset Premium; l'accordo, che avrebbe dovuto essere finalizzato entro il 30 settembre, prevede:
- uno scambio di azioni che porterà entrambi i gruppi a detenere il 3,5% l'uno dell'altro;
- che Vivendi non potrà acquistare azioni Mediaset nel primo anno e nei successivi due non potrà possedere più del 5% mentre Fininvest invece sarà libera di acquistare azioni Mediaset;
- lo sviluppo di una partnership per la produzione e la distribuzione di contenuti audiovisivi;
- la creazione di una piattaforma Over the top via internet con Infinity per gli italiani e Watchever per i francesi per frenare Netflix.

Il 26 luglio 2016 Vivendi scrive a Mediaset proponendo, in luogo del contratto firmato in aprile, lo scambio azionario del 3,5% tra Vivendi e Mediaset, l'acquisto del 20% di Mediaset Premium da Mediaset e l'emissione di un prestito obbligazionario convertibile in azioni Mediaset, emissione che permetterebbe a Vivendi di salire fino al 15% in Mediaset. Questa nuova proposta infrange i termini dell'accordo dell'aprile 2016.
Il 30 maggio 2016, alla conclusione dell'Opa lanciata sulla società Gameloft di cui deteneva inizialmente una partecipazione del 30%, Vivendi ha acquisito la maggioranza della stessa società portando la propria partecipazione azionaria al 95,77%.
Nel luglio 2018 acquisisce per 900 milioni di euro dallo spagnolo Grupo Planeta (arrivando poi al 100% nel gennaio 2019 dopo il via libera da parte dell'Autorità per la cconcorrenza) di Editis, proprietaria di una cinquantina di case editrici (Nathan, Robert Laffont, Julliard, Plon, Belfond, Presses de la Cité, Pocket, Solar...). In parallelo l'annuncio della parziale cessione, che potrebbe anche arrivare al 50% del capitale, di Universal Music Group..
Al 2019 Vivendi, controllata sempre da Bolloré al 27%, detiene il 28,8% di Mediaset e il 23,94% di Telecom.
Al 2023 l'esposizione debitore è fare 23 miliardi di euro.

## Controversie Mediaset e Telecom Italia

### La posizione in Mediaset
L'8 aprile 2016 Vivendi acquista il 100% delle quote di Mediaset Premium. L'accordo prevedeva anche uno scambio di azioni per entrambi i gruppi (Mediaset e Vivendi) portandoli a detenere il 3,5% l'uno dell'altro. L'accordo avrebbe dovuto essere finalizzato entro il 30 settembre 2016.

- Escono, nel frattempo, dati societari e risultati finanziari di Mediaset Premium peggiori di quanto prospettato precedentemente dai Berlusconi a Bolloré.

- Il 26 luglio 2016 il contratto è stato respinto da Vivendi con una lettera indirizzata a Mediaset: si propone un'acquisizione limitata al 20% di Mediaset Premium e si esprime la volontà di salire al 15% in Mediaset.

- Il 12 dicembre 2016, Vivendi ne possiede il 3,01% e in due giorni sale prima al 12,32% e poi al 20%.

- Il 20 dicembre 2016, Vivendi sale a quota 25,75% del capitale e del 26,77% dei diritti di voto.

- Il 22 dicembre 2016, Vivendi raggiunge il 28,80% del capitale e il 29,94% dei diritti di voto.
Il 24 febbraio 2017, Vincent Bolloré è indagato dalla Procura di Milano per concorso in aggiotaggio nella scalata del gruppo francese a Mediaset.
Il giorno stesso Vivendi risponde con un comunicato stampa in francese: "L'inscription des dirigeants de Vivendi dans le registre de la Procure de Milan est la conséquence de la plainte sans fondement et abusive déposée par les Berlusconi contre Vivendi après sa montée au capital de Mediaset. Cette inscription en l'état n'indique en aucune façon une quelconque accusation contre quiconque."
Tradotto in italiano corrisponde a: "L'iscrizione dei dirigenti di Vivendi nel registro della Procura di Milano è la conseguenza dell'esposto senza fondamento e illegittimo depositato dai Berlusconi contro Vivendi dopo la crescita nel capitale di Mediaset. Questa iscrizione non indica in alcun modo un'accusa contro qualcuno."
Nell'aprile 2017 l'AgCom impone a Vivendi di cedere entro un anno, per violazione della legge Gasparri sul sistema radiotelevisivo in quanto azionista anche di Telecom Italia, la partecipazione in Mediaset o in Telecom. Il 19 giugno 2017 Vivendi ricorre al Tar del Lazio contro la delibera Agcom per poi parcheggiare in Simon Fiduciaria il 19,9% delle proprie azioni (pari al 28,80%) in base alla pronuncia dell'AgCom di sterilizzare le azioni possedute da Vivendi che eccedono il 10% del capitale. A Vivendi viene a ogni modo impedito da Mediaset di votare in assemblea per avere violato il contratto firmato nel 2016 per l'acquisto di Premium e le regole della legge Gasparri.
Nel giugno 2019 Mediaset decide la fusione tra Mediaset e Mediaset Spagna per dare vita a una holding di diritto olandese, Mf Europe Mediaset, con sede legale nei Paesi Bassi e sede fiscale a Cologno Monzese, per dare vita a un polo televisivo europeo e garantire anche agli azionisti stabili, con varie modifiche statutarie, un maggior controllo sulla società. Vivendi si oppone ricorrendo al Tribunale di Milano che dà via libera a Vivendi di votare con il suo 9,9% all'assemblea del 4 settembre 2019. La quota sterilizzata nella fiduciaria non sarà invece ammessa da Mediaset. La fusione è approvata con il voto contrario del 9,9% posseduto direttamente da Vivendi mentre il 19,8% in mano a Simon Fiduciaria non è ammesso all'assemblea dal cda Mediaset.
Una decina di giorni più tardi, il 19 settembre 2019, Mediaset blocca il riassetto grazie a un accordo con Peninsula Capital, il fondo che fa capo a una holding di diritto lussemburghese con sede a Londra e presente in Italia con partecipazioni in Italo, Kiko, Azimut, Guala Clousers e Garofalo Healthcare. Il fondo mette a disposizione un miliardo di euro per coprire il recesso dei soci e quindi anche di Vivendi, ponendo così fine a una lunga battaglia legale con Bolloré. Vivendi replica: "È illegale".
Il 19 aprile 2021 il Tribunale di Milano, sezione civile, si è pronunciato sulle cause Mediaset-Vivendi (mettendo la prima parola fine alle cause risarcitorie promosse negli ultimi anni): Vivendi è vittoriosa, con due sentenze su tre che sono integralmente favorevoli ai francesi. Una decina di giorni più tardi, dopo cinque anni di battaglie, scoppia la pace tra Vivendi e Mediaset con la reciproca rinuncia a tutte le cause e denunce pendenti; nel giro di cinque anni Vivendi venderà sul mercato il 19,19% che avrebbe dovuto “parcheggiare” in Simon Fiduciaria per ordine dell’Agcom e scenderà al 4,61% senza acquistare più titoli. Inoltre Vivendi voterà a favore del trasferimento della sede legale di Mediaset in Olanda, le lascerà campo libero nell’acquisizione della rete francese M6 e della tedesca ProSiebenSat.1 Media e la sua controllata Dailymotion pagherà al Biscione 26,3 milioni di euro poiché per la pubblicazione di video con copyright di RTI e Medusa Film altrimenti avrebbe dovuto pagare danni per 200 milioni.

### La posizione in Telecom Italia
Quasi in concomitanza con il braccio di ferro instaurato con Mediaset, s'incendia la vicenda Tim che è come dire Telecom Italia. Nel luglio 2017 Flavio Cattaneo si dimette da amministratore delegato. Nello stesso mese Arnaud de Puyfontaine, A.D. di Vivendi, viene nominato presidente esecutivo di Telecom Italia con Amos Genish, manager israeliano di fama mondiale, nel ruolo di amministratore delegato. Il 7 agosto 2017 Vivendi, che ha in Telecom una quota del 23,94%, in una nota di risposta alle richieste della Consob "conferma di non esercitare alcun controllo di fatto su Telecom Italia.
Nel marzo 2018 entra in Telecom il fondo speculativo (per questo definito "attivista") americano Elliott rilevando inizialmente una quota inferiore al 3%. Paul Singer, il fondatore del fondo Elliott, muove critiche al vertice dell'azienda. E pur smentendo che il suo intervento sia basato su un accordo con Berlusconi, Singer accusa Vivendi di trovarsi nel caso Telecom Italia in conflitto di interessi a causa dello scontro con Mediaset su Premium.
Il quadro è più complesso. Oltre allo scontro con Mediaset c'è anche il braccio di ferro tra il vertice Telecom Italia e il Governo Gentiloni che vedrebbe di buon occhio lo scorporo della rete con la creazione di due società (una per i servizi, una per la rete) e un'intesa tra Tim=Telecom con Open Fiber, una società dell'Enel e della CDP, Cassa Depositi e Prestiti. Vivendi non è d'accordo, nell'aprile 2018 Genish dichiara che un gigante come non ha nessun interesse di mettersi con una piccola società come Open Fiber. Nello stesso mese CDP, entra in Telecom con una quota del 4,26%. Nell'assemblea del 4 maggio il ribaltone: il fondo Elliott, appoggiato anche da CDP, vince con il 49,84% dei voti (che gli valgono 10 posti su 15 nel board) mentre Vivendi ottiene il 47,18%. Il ministro uscente dello Sviluppo economico, Carlo Calenda, che già si era espresso duramente con il vertice Vivendi, conferma il suo giudizio sui francesi: "Nel 99% dei casi interesse nazionale è attrarre investimenti stranieri. Ci sono rari casi in cui questi investimenti diventano predatori. E allora occorre intervenire". Vivendi pensa di ricorrere alla Consob per valutare l'ipotesi di un "patto occulto" tra il fondo Elliott, Cdp e Assogestioni.
Il 7 maggio vengono eletti all'unanimità, con la sola loro astensione, Fulvio Conti presidente e confermato Amos Genish come amministratore delegato. Arnaud de Puyfontaine resta nel ruolo di consigliere.

## Struttura e società

### Società controllate e principali partecipazioni
- Canal+ - 100%
- Universal Music Group - 10%
- Gameloft - 100%
- Mediaset - 4,6%[24]
- Telecom Italia - 2,51%
- Havas
- Prisma Media
- Gruppo Lagardère - 57,3%
- Dailymotion - 90%[30]
- FL Entertainment - 32,9%

### Azionariato
- Groupe Bolloré (29,61%)
- Vivendi SE (7,61%)
- Dipendenti (2,78%)
- Vanguard Group (1,81%)
- Caisse des dépôts et consignations (0,96%)
- BNP Paribas (0,88%)
- Fidelity Investments (0,88%)